# Filip Sakala
Filip Sakala (* 21. Mai 1996 in Čeladná) ist ein tschechischer Skisportfunktionär und ehemaliger Skispringer.

## Werdegang
Sakala, der für TJ Dukla Frenštát pod Radhoštěm startet, ist der Sohn des früheren Skiflugweltmeisters Jaroslav Sakala. Er feierte sein internationales Debüt bei zwei Wettbewerben im Rahmen des FIS Cups am 28. und 29. Januar 2012 in Szczyrk, bei denen er 45. und 35. wurde. Drei Wochen später konnte er in Brattleboro mit einem zwölften und einem sechsten Platz seine ersten Punkte in dieser Wettkampfserie holen. Im Januar 2013 nahm Sakala an den Nordischen Skiweltmeisterschaften im heimischen Liberec teil, wo er über einen 55. Platz nicht hinaus kam. Kurze Zeit später debütierte er in Planica im Continental Cup, wo er lediglich die hinteren Ränge erreichte. Beim Europäischen Olympischen Jugendfestival 2013 im rumänischen Brașov belegte er im Einzel den elften sowie im Team den achten Rang. Das beste Resultat konnte er dabei mit dem vierten Platz im Mixed-Team gemeinsam mit Barbora Blažková, Michaela Rajnochová und Damián Lasota erreichen.
Im Dezember 2013 sprang Sakala in Engelberg erstmals in die Punkteränge eines Continental-Cup-Springens. Den beiden Punkten konnte er im weiteren Saisonverlauf keine weiteren hinzufügen, sodass er in der Gesamtwertung 2013/14 den 177. Platz belegte. In den weiteren Jahren nahm Sakala vorrangig an Springen im FIS Cup oder Continental Cup teil und versuchte sich erstmals im Februar 2015 im Weltcup, als er sich in Vikersund allerdings nicht qualifizieren konnte. Seine größte Weite auf dem Vikersundbakken war 127,5 Meter, weshalb er die restliche Saison wieder bei unterklassigen Wettkampfserien verbrachte.
Bei der Winter-Universiade 2017 in Almaty wurde Sakala Sechster mit dem Team, wohingegen er sich im Einzel auf Rang 31 einreihte. Im Sommer 2017 konnte Sakala im Continental Cup einige gute Ergebnisse vorweisen, allerdings konnte er diese Leistungen im Winter zunächst nicht bestätigen. Erst beim Wettbewerb im Februar 2018 in Klingenthal sprang er unter die besten Zehn und erzielte dabei mit dem neunten Platz sein bestes Saisonergebnis.
In der Saison 2018/19 war Sakala fester Bestandteil des tschechischen B-Kaders und sprang somit regelmäßig im Continental Cup. Nachdem er in Klingenthal erneut sein Leistungsvermögen abrufen konnte und Fünfter wurde, nominierte ihn Cheftrainer David Jiroutek für das Weltcup-Wochenende in Zakopane Mitte Januar. Ein Tag nach seinem gescheiterten Qualifikationsversuch belegte Sakala gemeinsam mit Viktor Polášek, Čestmír Kožíšek und Roman Koudelka den sechsten Platz im Teamspringen von der Wielka Krokiew. Nachdem er in den folgenden Wochen wieder im Continental Cup antrat, war er beim Teamspringen in Willingen erneut Teil des tschechischen Weltcup-Teams, das diesmal Achter wurde. Seinen vorläufigen Karrierehöhepunkt erlebte Sakala bei den Weltmeisterschaften 2019 in Seefeld, wo er von der Toni-Seelos-Olympiaschanze im Normalschanzenspringen den 29. Platz belegte. Dabei schien nach dem ersten Durchgang, als er bei schwierigen Bedingungen Sechster wurde, noch deutlich mehr möglich. Jedoch sprang Sakala im zweiten Durchgang nur noch auf 85,0 Meter und landete schließlich auf dem vorletzten Platz. In den darauffolgenden Tagen stand die Wettkampfleitung in der Kritik, sodass beispielhaft der sportliche Leiter der deutschen Mannschaft Horst Hüttel bemängelte, dass die Jury nicht aufgrund des dichten Schneefalls eingegriffen habe: „Der zweite Durchgang war komplett irregulär. Wenn das nicht irregulär ist, dann verstehe ich die Welt nicht mehr. Dafür gibt es ein Wettkampf-Management. Die haben kläglich versagt.“ Für das Einzelspringen von der Großschanze und die Mannschaftswettkämpfe wurde er nicht aufgestellt.
Nachdem Sakala bisher immer in der Qualifikation gescheitert war, nahm er zum Saisonauftakt 2019/20 erstmals an einem Einzelspringen des Weltcups im polnischen Wisła teil, verpasste allerdings knapp den zweiten Durchgang. Auch im weiteren Saisonverlauf gelang ihm der Sprung in die Punkteränge im Einzel nicht, doch konnte er beim Teamspringen Ende Januar 2020 zum siebten Platz Tschechiens beitragen. Auch im zweitklassigen Continental Cup tat sich Sakala schwer. So häufte er im Winter 45 Punkte an, womit er gemeinsam mit den 169 Punkten aus dem Sommer auf den 37. Platz in der Gesamtwertung kam. Zu Beginn der Weltcup-Saison 2020/21 in Wisła wurde Sakala disqualifiziert und auch in der Qualifikation für das Einzelspringen im Rahmen der Skiflug-Weltmeisterschaft 2020 in Planica wurde er aufgrund eines ordnungswidrigen Anzuges aus der Wertung genommen. In den folgenden Wochen stellten sich im Continental Cup sowie im drittklassigen FIS Cup keine vorderen Platzierungen ein.
Bei den Weltmeisterschaften 2021 in Oberstdorf wurde er von der Normalschanze 48. von der Großschanze 42. und mit der tschechischen Mannschaft von der Großschanze Elfter. Bei den Olympischen Winterspielen in Peking schied er im Einzelwettbewerb von der Normalschanze bereits in der Qualifikation aus. Von der Großschanze wurde er 48. und mit der tschechischen Herren-Mannschaft im Teamspringen Neunter.
Nach dem Skifliegen am Kulm Ende Januar 2023 beendete Sakala seine Laufbahn. Bei der Generalversammlung der Skisprungsektion des Tschechischen Skiverbandes am 22. April 2023 wurde Sakala zum stellvertretenden Vorsitzenden gewählt. Er fungiert als sportlicher Leiter.

## Erfolge

### Nordische Skiweltmeisterschaften
- Seefeld 2019: 29. Einzel Normalschanze

### Nordische Junioren-Skiweltmeisterschaften
- Liberec 2013: 55. Einzel
- Predazzo 2014: 10. Team, 34. Einzel
- Râșnov 2016: 50. Einzel

## Statistik

### Continental-Cup-Platzierungen
| Saison  | Platz | Punkte |
| ------- | ----- | ------ |
| 2013/14 | 177.  | 002    |
| 2014/15 | 164.  | 005    |
| 2015/16 | 154.  | 005    |
| 2016/17 | 086.  | 075    |
| 2017/18 | 056.  | 155    |
| 2018/19 | 042.  | 207    |
| 2019/20 | 037.  | 214    |
| 2020/21 | 097.  | 006    |
| 2021/22 | 099.  | 036    |
| 2022/23 | 130.  | 001    |